# Aardbeving Japan maart 2010
De aardbeving in Japan op 14 maart 2010 vond plaats om 08:08:05 UTC. Het epicentrum lag op ongeveer 100 kilometer ten oosten van Fukushima en 285 kilometer ten noordoosten van Tokio. De kracht bedroeg 6,5 op de schaal van Richter. Het hypocentrum lag op een diepte van 39 kilometer. Er viel één gewonde.
Januari: Salomonseilanden (3 januari) · Californië (10 januari) · Haïti (12 januari) -
Februari: Bougainville (1 februari) · Riukiu-eilanden (26 februari) · Chili (27 februari) -
Maart: Taiwan (4 maart) · Sumatra (5 maart) · Turkije (8 maart) · Chili (11 maart) · Japan (14 maart) · Obi-eilanden (14 maart) -
Mei: Sumatra (9 mei) · Vanuatu (27 mei) -
Juni: Papoea (16 juni) -
Oktober: Sumatra (25 oktober)